# Ageo

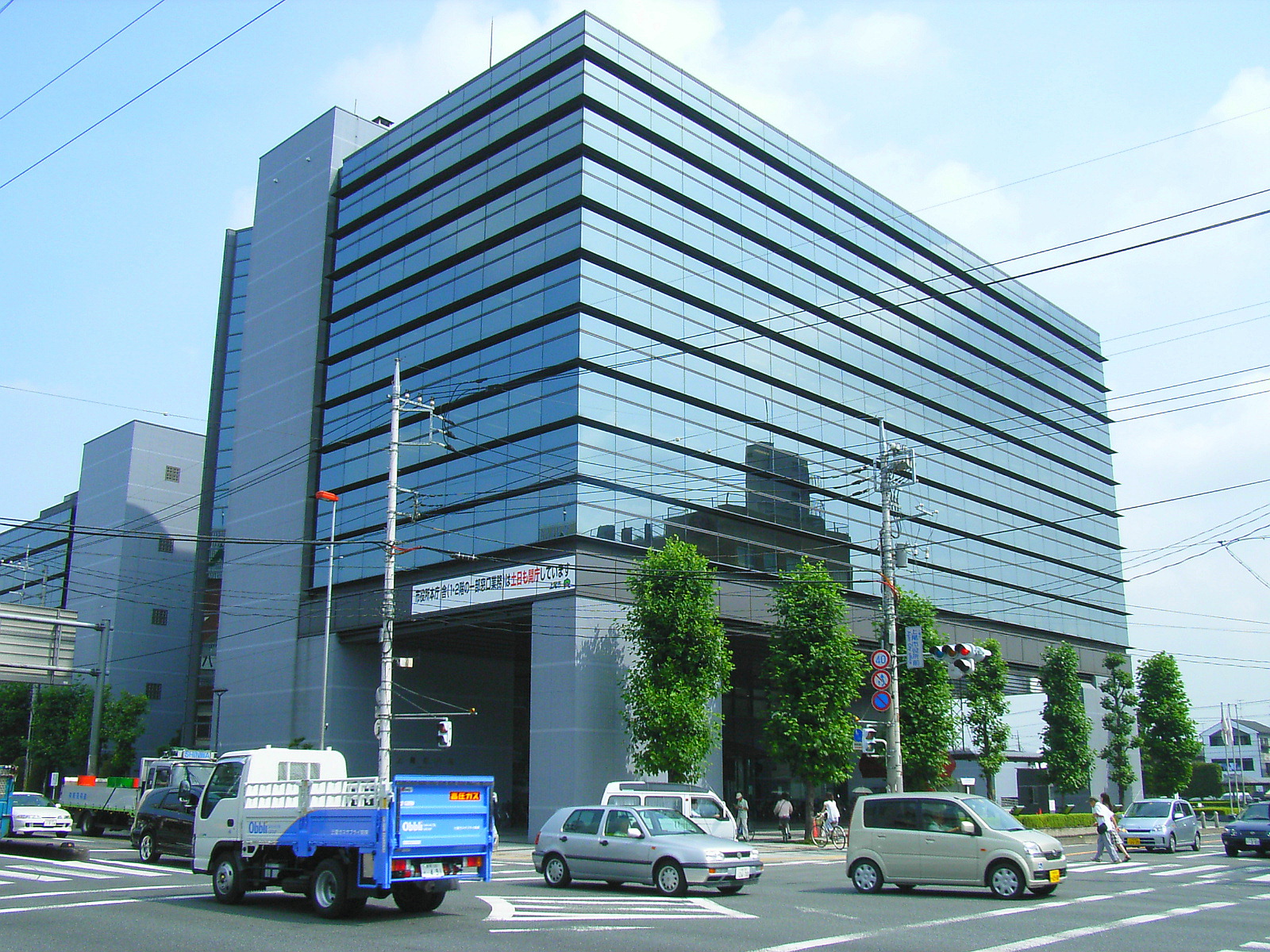
Ageos stadshus.

Ageo (japanska: 上尾市; Ageo-shi) är en stad i centrala Saitama prefektur på ön Honshu i Japan. Ageo fick stadsrättigheter den 15 juli 1958, och folkmängden uppgår till cirka 224 000 invånare. Den var ett agrikulturellt centrum med produktion av råsilke och sake, tills det på 1950- och 1960-talet anlades metall-, maskin- och gummiindustrier i staden, som numera dominerar näringslivet. Ageo ingår i Tokyos storstadsområde och är belägen cirka 40 kilometer nordväst om den japanska huvudstaden. I Ageo har relativt stora grupper av invandrare från Brasilien, Kina och Sydkorea bosatt sig. Seigakuinuniversitetet verkar sedan 1988 i Ageo och 1989 öppnades Kohseisjukhuset i staden. Ageos järnvägsstation invigdes den 28 juli 1883.

## Evenemang
Sedan 1990 hålls i oktober en årlig tilldragelse i Ageo som heter Ageo World Fair där man önskar skapa förståelse och utbyte mellan olika nationella kulturer genom att bjuda in representanter från uppemot 30 olika länder till staden. Festligheterna håller på en dag.